# Нсоки, Стэнли
Стэнли Пьер Нсоки (фр. Stanley Pierre N'Soki; род. 9 апреля 1999, Пуасси) — французский футболист конголезского происхождения, защитник немецкого клуба «Хоффенхайм», выступающий на правах аренды за берлинский «Унион».

## Клубная карьера
Нсоки — воспитанник клуба «Пари Сен-Жермен». 20 декабря 2017 года в матче против «Кана» он дебютировал в Лиге 1, заменив во втором тайме Маркиньоса. В 2018 году Стэнли стал обладателем Суперкубка Франции. 16 сентября 2018 года Нсоки подписал первый профессиональный контракт с «ПСЖ».
31 августа 2019 года Нсоки перешёл в «Ниццу» за 12 миллионов евро.
24 июля 2021 года перешёл в бельгийский клуб «Брюгге». 1 августа 2021 года впервые сыграл за новую команду в матче чемпионата Бельгии, выйдя в стартовом составе против «Юниона». 15 сентября 2021 года дебютировал в Лиге чемпионов УЕФА, выйдя в стартовом составе в матче группового этапа против «Пари Сен-Жермен».

## Достижения
«Пари Сен-Жермен»
- Чемпион Франции (2): 2017/18, 2018/19
- Обладатель Кубка Франции: 2017/18
- Обладатель Кубка французской лиги: 2017/18
- Обладатель Суперкубка Франции: 2018